# Ghiacciaio Shabica
Il ghiacciaio Shabica (in inglese Shabica Glacier) è un ghiacciaio lungo circa 15 km situato sulla costa di Wilkins, nella parte orientale della Terra di Palmer, in Antartide. Il ghiacciaio, il cui punto più alto si trova a circa 360 m s.l.m., è un tributario del ghiacciaio Clifford al cui flusso si unisce, arrivando da nord, poco a est del monte Tenniel.

## Storia
Il ghiacciaio Shabica è stato mappato nel 1974 dallo United States Geological Survey sulla base di ricognizioni effettuate dalla marina militare statunitense tra la fine degli anni 1960 e l'inizio degli anni 1970, e così battezzato dal Comitato consultivo dei nomi antartici in onore di Stephen V. Shabica, biologo del Programma Antartico degli Stati Uniti d'America e responsabile scientifico della stazione Palmer nel 1970.